# Бутанский короткий меч
Короткие бутанские мечи имеют прямые, обоюдоострые клинки одинаковой ширины по всей длине, как правило, без долов и рёбер жёсткости. Кончик клинка скруглён или имеет короткое острие. Деревянная рукоять обматывается проволокой, покрывается лаком и обтягивается кожей. Ножны обычно деревянные, часто украшаются резьбой и серебряными накладками, некоторые варианты ножен полностью открывают клинок с одной из сторон (см. фото по ссылкам). Короткие бутанские мечи во многом подобны длинным, за исключением того, что последние являются однолезвийными. Данное холодное оружие использовалось народностями Бутана.

## См.также
- Бутанский меч
- Доспехи Бутана и Сиккима